# Humberto Delgado
Pour les articles homonymes, voir Delgado.
Humberto da Silva Delgado, né le 15 mai 1906 à Torres Novas (Portugal) et mort le 13 février 1965 à Olivence (Espagne), est un militaire et homme politique portugais. Devenu chef de l'opposition au dictateur António de Oliveira Salazar, il échoue à l'élection présidentielle de 1958 contre le candidat salazariste Américo Tomás. Il est assassiné en Espagne par la police politique portugaise.

## Biographie

### Un officier putschiste et salazariste
Il sort de l'École militaire (pt) en 1922 et intègre en 1925 l'École pratique d'artillerie de Vendas Novas. Il participe au soulèvement du 28 mai 1926 qui renverse la République libérale et installe une dictature militaire au Portugal, laquelle laisse la place, en 1933, à l'Estado Novo conduit par Salazar. Pendant de nombreuses années, il soutient les positions officielles du régime salazariste, en particulier son anticommunisme. Ce soutien et les qualifications professionnelles obtenues aux États-Unis le font monter rapidement dans la hiérarchie militaire (à 47 ans, il devient le plus jeune général de la force aérienne portugaise) et à occuper des postes clés. Il dirige notamment la Légion portugaise. Durant la Seconde Guerre mondiale, il représente le gouvernement portugais (officiellement neutre) lors des accords secrets avec le Royaume-Uni sur l'utilisation de bases aériennes aux Açores.
Directeur de l'aviation civile, Delgado a fondé les Transportes Aéreos Portugueses en 1945.

### Basculement dans l'opposition à Salazar
Député à la Chambre des corporations (pt) entre 1951 et 1952, Delgado était lié à l'origine aux franges radicales du régime (extrême droite, conservateurs), mais il échoue à obtenir de Salazar le poste important qu'il convoitait. Malgré la tentative du dictateur de compenser cette déception par une nomination au poste de chef de la Mission militaire portugaise à Washington, de 1952 à 1957, et de représentant au comité militaire de l'OTAN, Delgado commence dans les années 1950 à défendre l'idéal démocratique et à participer activement à l'opposition.

### Candidat à la présidentielle de 1958
Aux élections présidentielles de 1958, il se présente contre l'amiral Américo Tomás, soutenu par Salazar, réunissant autour de sa candidature toute l'opposition au régime. Dans une célèbre entrevue avec le journaliste Mário Neves (pt), le 10 mai 1958 au café Chave de Ouro, à la question de savoir ce qu'il ferait du Premier ministre António de Oliveira Salazar en cas de victoire, il apporte la célèbre réponse « obviamente, demito-o » (« évidemment, je le démets »), phrase qui reste souvent citée en politique portugaise dans les contextes les plus variés. C'est comme une déclaration de guerre au régime. En raison de son courage à exprimer en public des sentiments peu respectueux, voire agressifs envers l'Estado Novo et Salazar, on surnomme Delgado soit « le général sans peur », soit « le général sans jugeote ». Sa phrase célèbre enflamme les esprits des opprimés du régime, et ceux-ci le soutiennent bruyamment pendant la campagne électorale : le point d'orgue reste l'accueil enthousiaste du peuple sur la place Carlos Alberto à Porto le 14 mai 1958. Une gigantesque fraude électorale [laquelle ?] permet finalement au régime de battre Delgado : il n'obtient que 23,5 % des voix, contre 76,5 % à Tomás. 
En 1959, à la suite de sa défaite, et victime de représailles de la part de la PIDE, il demande l'asile politique à l'ambassade du Brésil et finit par s'exiler en Algérie.
Convaincu que le régime ne peut être renversé par la voie pacifique, il cherche à rallier la hiérarchie militaire pour préparer un coup d'État. La tentative a lieu en 1962 : l'objectif est de prendre d'assaut la caserne de Beja et d'autres points stratégiques importants du Portugal. Le coup d'État échoue.

### Assassinat
Désillusionné par ses échecs successifs, Delgado se rend à Badajoz en Espagne, pour rencontrer d'autres opposants au régime. C'est en réalité un commando de la PIDE qui se présente, mené par Rosa Casaco (pt), qui l'emmène près d'Olivence et qui l'assassine, avant de tuer sa secrétaire, Arajaryr Campos. Delgado est mort le 13 février 1965, à proximité du Portugal où il n'a jamais pu revenir de son vivant. Le 24 avril 1965, les deux corps décomposés et mal enterrés sont découverts dans un bosquet d'eucalyptus par deux garçons, à Villanueva del Fresno, à une trentaine de kilomètres du lieu de l'assassinat. Delgado aurait été battu à mort plutôt que tué par balle, selon son petit-fils Frederico Delgado. Selon Rosa Casaco, qui s'est confié en 1998, c'est Casimiro Monteiro qui a tué Delgado d'un coup de pistolet, et Agostinho Tienza qui a tué de la même manière Arajaryr Campos.

## Hommages
En 1990, il est nommé maréchal de l'armée de l'air à titre posthume. Son corps repose maintenant au Panteão Nacional. Son épouse est décédée en 2014.
Le 11 février 2016, le Conseil des ministres portugais valide la proposition faite un an plus tôt par la mairie de la capitale de rebaptiser l'aéroport de Lisbonne-Portela, qui devient le 15 mai 2016 « aéroport de Lisbonne Humberto Delgado ».
Autour du fossé où son corps a été découvert, à Villanueva del Fresno, un monument de type mégalithique a été érigé, avec l'inscription de son engagement : « Estou pronto a morrer pela liberdade » (je suis prêt à mourir pour la liberté). 

## Culture populaire
En 1966, le réalisateur André Libik tourne un documentaire de 45 minutes sur l'assassinat d'Humberto Delgado. Il n'a été diffusé au Portugal qu'après la révolution du 25 avril 1974.
En 2012, Bruno de Almeida (pt) réalise le film Operação Outono sur l'assassinat. Delgado est interprété par John Ventimiglia.

## Crédit d'auteurs
- (pt) Cet article est partiellement ou en totalité issu de l’article de Wikipédia en portugais intitulé « Humberto Delgado » (voir la liste des auteurs).